# Thylacoptila auchmodes
Thylacoptila auchmodes är en fjärilsart som beskrevs av Turner 1905. Thylacoptila auchmodes ingår i släktet Thylacoptila och familjen mott. Inga underarter finns listade i Catalogue of Life.